# Малонаримка
Малонари́мка (каз. Кіші Нарым) — село у складі Улькен-Наринського району Східноказахстанської області Казахстану. Входить до складу Солоновського сільського округу.
Населення — 583 особи (2021; 867 у 2009, 1138 у 1999, 1255 у 1989).
Національний склад станом на 1989 рік:
- казахи — 60 %
- росіяни — 32 %